# 大平駒槌
大平 駒槌（おおだいら こまつち、1870年1月25日（明治2年12月24日）- 1957年（昭和32年）4月11日）は、日本の農商務官僚、実業家、政治家。貴族院勅選議員、枢密顧問官。

## 経歴
広島県で大平儀右衛門の二男として生まれる。第三高等学校を経て、1896年7月、東京帝国大学法科大学政治学科を卒業。1897年3月、農商務省に入省し、鉱山監督官輔に任じられ福岡鉱山監督署に在勤。
以後、農商務属・鉱山局勤務、札幌鉱山監督署鉱政課長、東京鉱山監督署鉱政課長、大阪鉱山監督署長を歴任し、1906年3月に退官した。
その後、大阪藤田組に入り、鉱山部庶務課長、兼小坂鉄道 (株) 専務取締役、藤田組証券課長、兼大阪合同紡績 (株) 監査役を務め、1908年12月に退社した。1911年7月、住友総本店に入り、本店副支配人、兼営繕課主任、同支配人、同別子鉱業所支配人、別子鉱業所長、住友合資会社理事を歴任し、1922年11月に退社した。1924年11月、南満州鉄道 (株) 副社長に就任し1927年7月まで在任し、1929年8月から1931年6月まで同社副総裁を務めた。
1945年11月24日、貴族院勅選議員に任じられ、同和会に属して1946年4月13日まで在任。同年3月19日、枢密顧問官に就任し、1947年5月2日の枢密院廃止まで在任した。

## 逸話
幣原喜重郎の友人で、幣原が1946年1月24日にダグラス・マッカーサーの会談で戦争放棄について語りマッカーサーも賛同した、との内容を幣原から聞き、それを娘羽室ミチ子に語ったものを娘が記した羽室メモが残されている。

## 参考資料
- 衆議院・参議院編『議会制度百年史 - 貴族院・参議院議員名鑑』大蔵省印刷局、1990年。
- 『国立公文書館所蔵 枢密院高等官履歴 第8巻』東京大学出版会、1997年。
- 秦郁彦編『日本近現代人物履歴事典』東京大学出版会、2002年。
- 古関彰一『憲法九条はなぜ制定されたか』〈岩波ブックレットNo.674〉岩波書店、2006年。